# Israel Weapon Industries
Israel Weapon Industries (IWI) (івр. תעשיות נשק לישראל) — ізраїльська приватна компанія, яка спеціалізується на розробці, виробництві та продажу зброї. Розташована в місті Рамат-га-Шарон.

## Про компанію
Компанія виникла у 2005 році, після приватизації заводу «Маген», який належав державному військовому концерну «Israel Military Industries». Держава продала завод приватному підприємцю Самі Кацаву у лютому 2005 року.
Окрім виробництва зброї IWI проводить заняття з антитерористичної підготовки для ізраїльських громадян, в рамках програми національної оборони. Також, для іноземних замовників, IWI надає комплексні послуги навчання в питаннях безпеки та антитерористичної діяльності для захисту особливо вразливих об'єктів і високопоставлених персон. Протягом місяця клієнти проходять тренувальні курси на території Ізраїлю.

## Продукція
Основними споживачами продукції IWI є ізраїльські спецслужби, а також Збройні сили Ізраїлю.
Серед зразків зброї, що випускаються компанією найбільш відомими є: сімейство пістолетів-кулеметів Uzi, автомати Galil ACE і TAR-21, ручний кулемет Негев, самозарядні пістолети Jericho-941 та Desert Eagle, протитанкова керована ракета MAPATS, тощо.

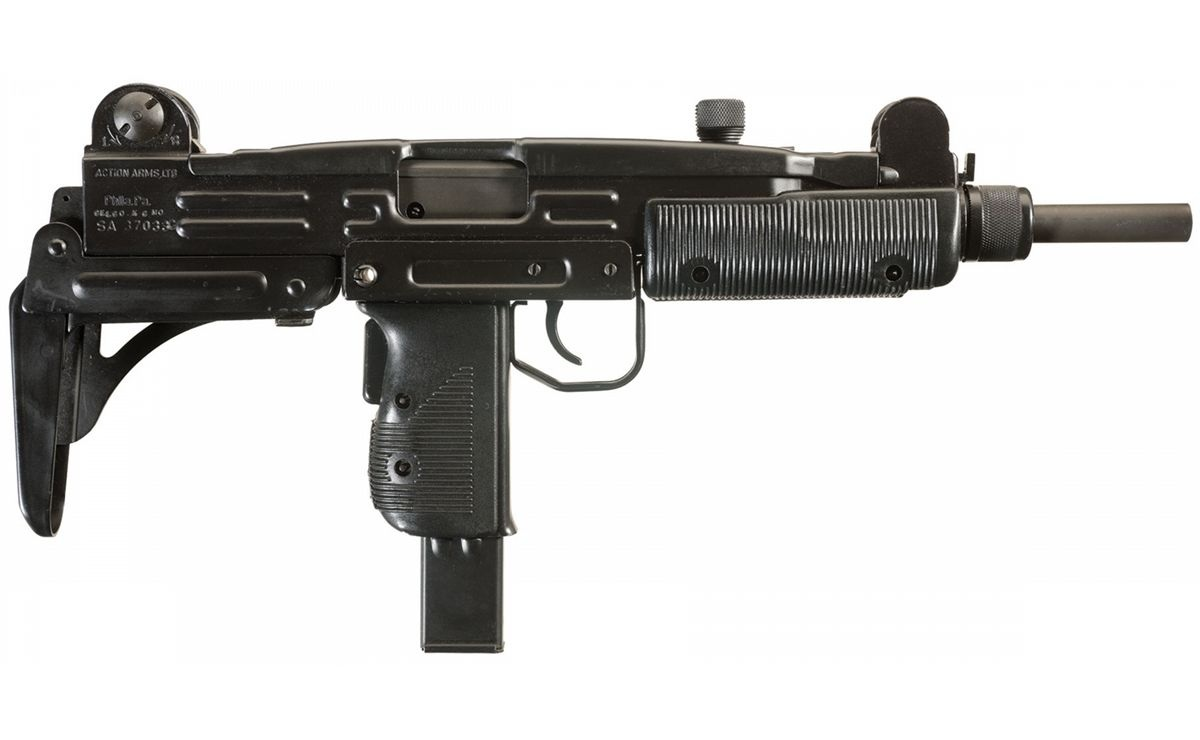
Пістолет-кулемет Uzi
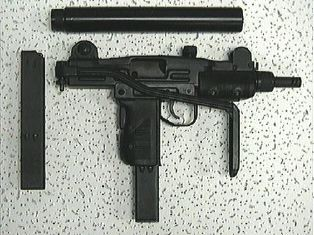
IMI Mini Uzi
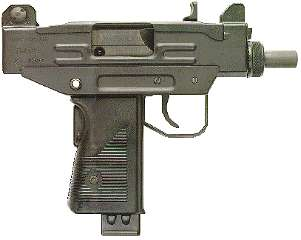
Micro Uzi
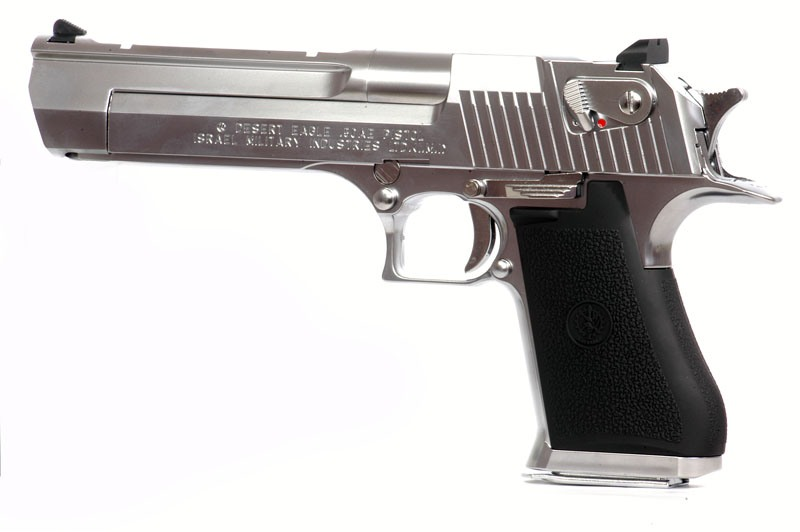
Desert Eagle
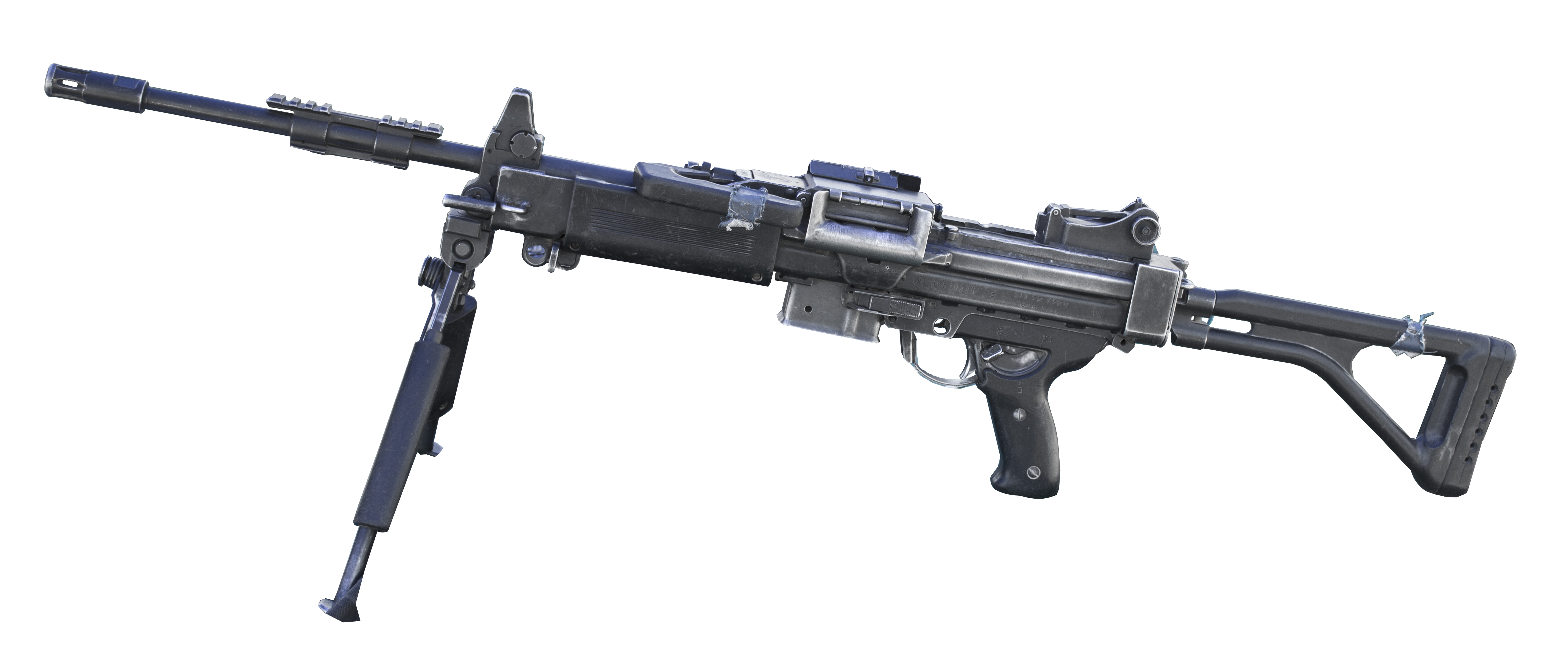
Негев
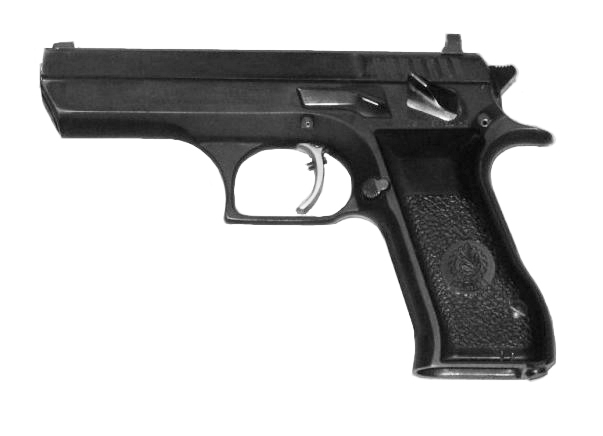
Jericho-941
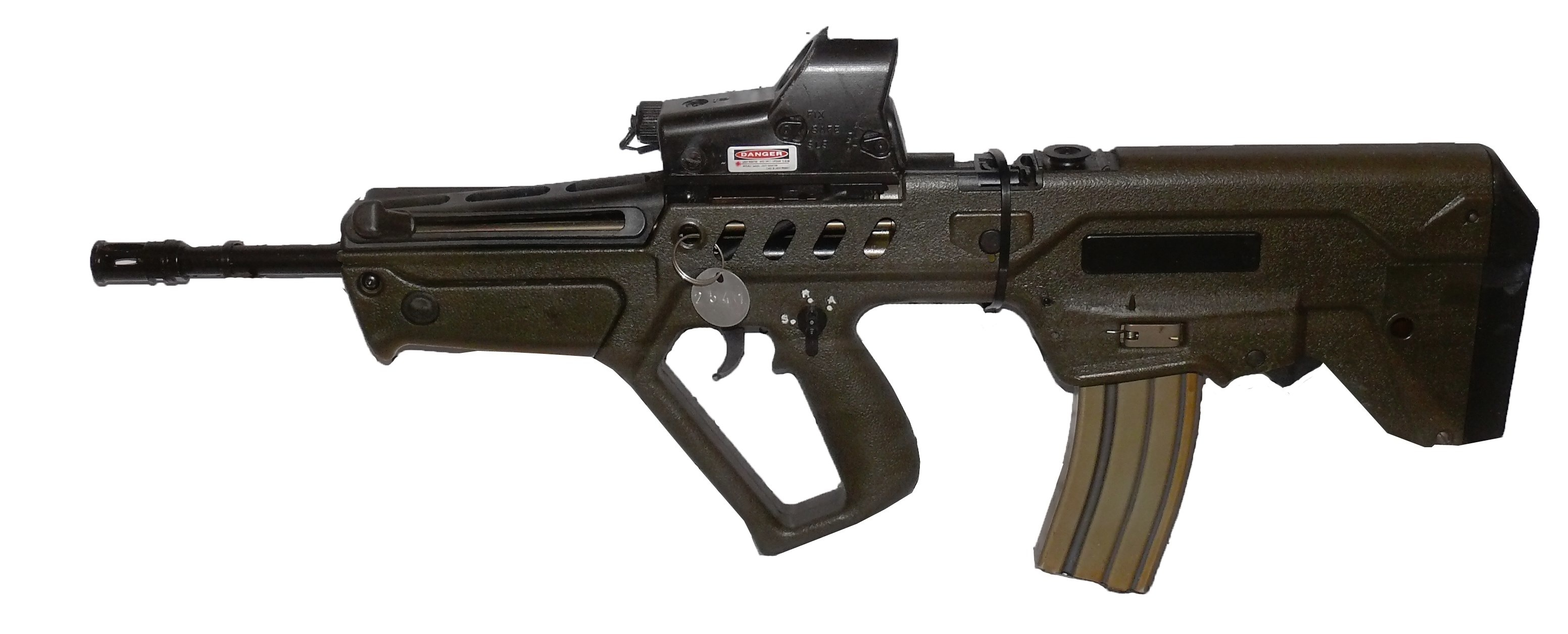
TAR-21
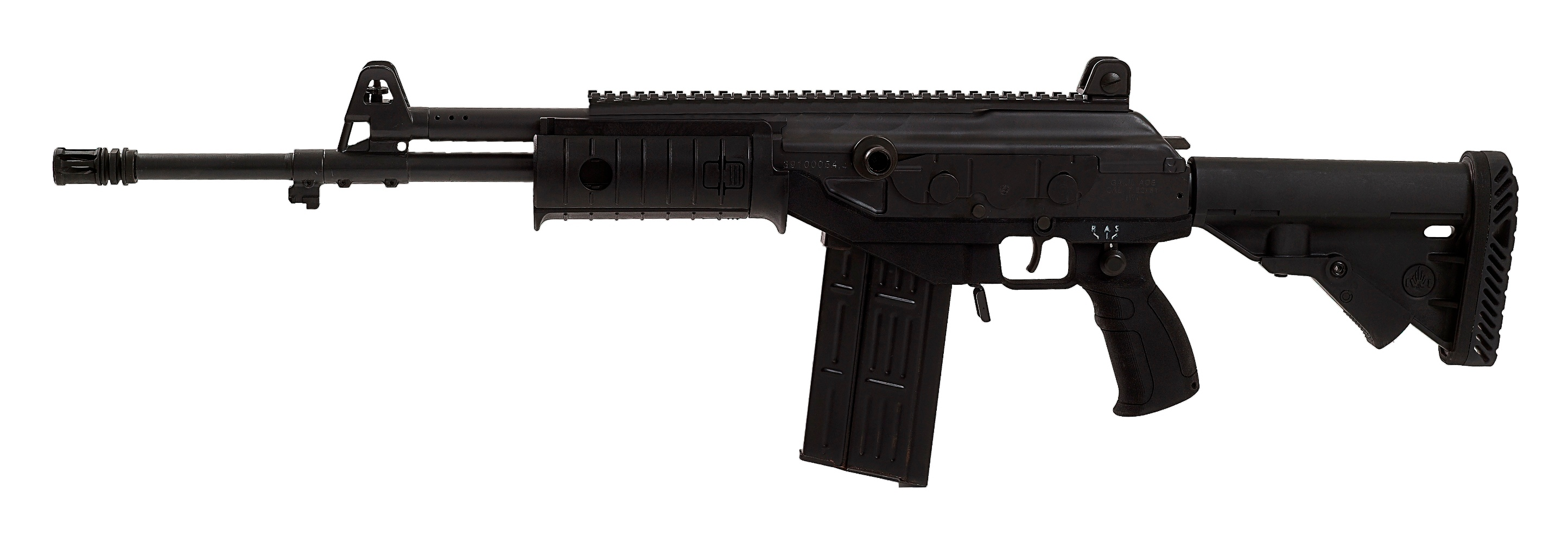
Galil ACE
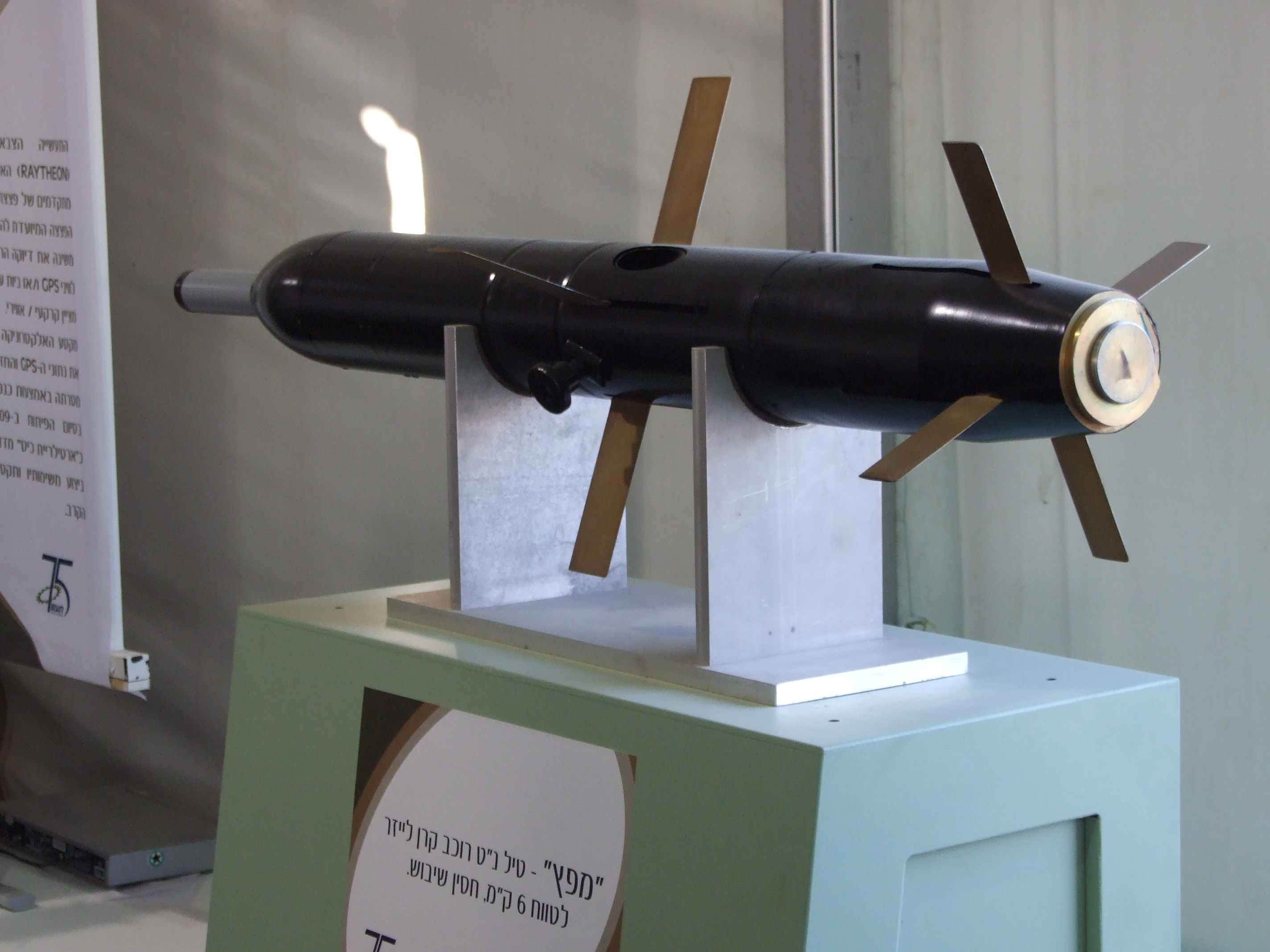
MAPATS